# Kościół Matki Bożej Bolesnej w Radomyślu nad Sanem
Kościół Matki Bożej Bolesnej w Radomyślu nad Sanem – rzymskokatolicki kościół filialny należący do parafii św. Jana Chrzciciela w Radomyślu nad Sanem (dekanat Gorzyce diecezji sandomierskiej). Znajduje się na wzniesieniu „Zjawienie”.
Świątynia znajduje się w odległości 1,2 km od kościoła parafialnego i powstała w 1859 roku dzięki staraniom Franciszki Pawłowskiej w miejscu kościoła z 1675. W 1944 wysadzona w powietrze przez wycofujące się oddziały niemieckie. Odbudowę rozpoczęto w 1958 i w krótkim czasie ukończono z inicjatywy ks. Waleriana Motyki. Konsekrację przeprowadził biskup Stanisław Jakiel 23 sierpnia 1958 roku. 
Prosta bryła kościoła jest pozbawiona wyraźnych cech stylowych. Dach jest zwieńczony małą sygnaturką. W głównym ołtarzu umieszczono kopię obrazu Matki Bożej Bolesnej. 
Portal wejściowy wykonany z kamiennej okładziny, ponad nim umieszczono balkon z figurą Matki Boskiej, po bokach balkonu umieszczono podłużne, łukowato zamknięte okna wypełnione witrażami. Ściany boczne świątyni  i proste prezbiterium od zewnątrz zostało otynkowane i pomalowane jasną farbą. Kościół pokryty jest dwuspadowym blaszanym dachem z sygnaturką.
Wnętrze kościoła jednonawowe z płaskim stropem. Prezbiterium węższe od nawy, pomniejszone o dwie przeciwległe zakrystie. Ponad zakrystiami arkadowe empory otwarte do prezbiterium. Ołtarz główny z obrazem Matki Boskiej Bolesnej. Nadstawę ołtarza stanowi duży witraż przedstawiający Matkę Boską Pocieszenia. Ponad wejściem znajduje się chór muzyczny. Ściany i strop malowane i ozdobione skromną dekoracją. Stacje drogi krzyżowej wykonane jako płaskorzeźby.
Obok kaplicy, na wzgórzu jest stary cmentarz z miejscem pochówku ks. Eugeniusza Okonia - współtwórcy Republiki Tarnobrzeskiej.
Kościół obecnie jest zamknięty. Odprawia się w nim msze święte pogrzebowe na życzenie, natomiast od maja do października jest odmawiany różaniec fatimski. Oprócz wspomnianej wyżej kopii obrazu Matki Bożej Bolesnej, w świątyni znajduje służący do jego zakrywania obraz Madonny ufundowany przez pisarza Jana Wiktora. Oryginalny obraz obecnie jest umieszczony w nowym kościele.